# Paul Biensfeldt
Paul Biensfeldt född 3 mars 1869 i Berlin död 2 april 1933 i Berlin, tysk skådespelare.

## Filmografi (urval)
- 1925 - Herr Collins affärer i London
- 1920 - Romeo und Julia im Schnee
- 1918 - Carmen